# Радченко, Степан Иванович
Степа́н Ива́нович Ра́дченко (7 февраля 1869, Конотоп — 24 августа 1911, Санкт-Петербург) — деятель российского революционного движения с 1890 года, член группы Бруснева.
Один из организаторов петербургского «Союза борьбы за освобождение рабочего класса». Делегат I съезда РСДРП (1898), член первого ЦК РСДРП. Участник организационного совещания по созданию газеты Искра во Пскове. Один из первых соратников Владимира Ульянова.

## Биография
Родился 7 февраля 1869 года в Конотопе в семье мелкого лесопромышленника Ивана Леонтьевича Радченко и малограмотной Ирины Фёдоровны Родионовой. Приехал в Петербург в 1887 году, где поступил в Петербургский технологический институт. Инженер.
В 1893 году Радченко обвенчался с Любовью Николаевной Баранской. Осенью 1893 года знакомится в Петербурге с Владимиром Ульяновым. Впоследствии именно от Радченко революционерка Надежда Крупская впервые услышит об Ульянове.
В марте 1898 года принимал участие в I Съезде РСДРП в Минске, на котором избран членом ЦК. Подвергался арестам, в 1904 году был сослан в Вологду, освобождён в октябре 1905 года.
С 1906 года от партийной работы отошёл.
Умер 24 августа 1911 года.

### Семья
- Старший брат И. И. Радченко, участник трех революций.
- Жена — Любовь Николаевна Баранская (1869—1962).
- Две дочери от брака с нею — Евгения и Людмила, 1894 и 1895 годов рождения.

## Память
- В Колпино есть улица Братьев Радченко.